# Испик (Азербайджан)
Испик (азерб. İspik) — село в Губинском районе Азербайджана. Расположено у южного подножия Главного Кавказского хребта в 8 км к юго-западу от административного центра района — города Губа.
Население села Испик азербайджаноязычно.

## Население
По имеющимся историко-статистическим данным, население села по своей этнической принадлежности первоначально фиксировалось как «татары», а далее — как азербайджанские тюрки.
После того, как Закавказье стало частью Российской империи, российские власти, которые традиционно называли все тюркские народы татарами, стали именовать азербайджанцев кавказскими, азербайджанскими или адербейджанскими татарами, чтобы отличить их от других тюркских народов. 
В ряде источников, посвящённых истории народных промыслов, село называется лезгинским[уточнить][уточнить][уточнить]
В частности, известный дагестанский и советский историк-этнограф, профессор С. С. Агаширинова, являющаяся лезгинкой по происхождению, в своей монографии «Материальная культура лезгин» пишет, что керамическое производство на территории Южного Дагестана особенно высокого расцвета достигло в XVIII в. К этому времени керамическое производство распространилось на селения Испик, Сальян, Гезеркент Кюринского округа, Кахул Самурского округа и лезгинские селения Испик, Мюгюч, Еникент Кубинского уезда…
.

### XIX век
Согласно сведениям «Кавказского календаря» на 1857 год, в селении Испикъ проживали «татары», которые были суннитами и разговаривали «по-татарски».
По данным 1873 года, опубликованным в изданном в 1879 году под редакцией Н. К. Зейдлица «Сборнике сведений о Кавказе», в деревне Испик насчитывалось 73 двора и 431 житель; все «татары-сунниты».
Материалы посемейных списков на 1886 год показывают в Испикъ Мюгючского сельского общества 509 жителей с числом дымов 68, все «татары»-сунниты.

### XX век
Численность и состав населения Испика приводится и в «Кавказском календаре» на 1910 год. Сведения этого источника опирались на данные статистических комитетов Кавказского края. Согласно календарю на 1908 год, в Испике было 555 жителей, преобладающая национальность — «татары».
Тот же «Кавказский календарь» на 1915 год приводит данные, по которым в Испикь Бакинской губернии Кубинского уезда проживало 496 человек.
Население — «татары».
По сведениям Азербайджанской сельскохозяйственной переписи 1921 года, Испик входил в Амсарское сельское общество Кубинского уезда Азербайджанской ССР с 262 жителями (61 хозяйство), преобладающее население — азербайджанские тюрки, состоявшее из 153 мужчин и 109 женщин.
Согласно материалам издания «Административное деление АССР», подготовленного в 1933 году Управлением народно-хозяйственного учёта Азербайджанской ССР (АзНХУ), по состоянию на 1 января 1933 года в Испиге, входившем в Мехючский сельсовет Кубинского района Азербайджанской ССР, насчитывалось 147 хозяйств и 756 человек населения, в том числе 426 мужчин и 330 женщин. Национальный состав всего Мехючского сельсовета (сёла Мехюч, Текешыхы) на 99,7 % состоял из тюрок.
По данным конца 1970-х годов численность населения села составляла 926 человек.
Население было занято разведением зерновых, животноводством, овощеводством. В селе имелись средняя школа, библиотека.

## Язык
Ещё в «Кавказском календаре» на 1857 год отмечалось, что в Испикском магале Кубинского участка одноимённого уезда разговаривали на азербайджанском языке.
Во второй половине XX века жители села также говорили на кубинском диалекте азербайджанского языка:
Заимствование определённого количества слов из лезгинского и: шахдагских языков со звуками, отсутствующими в фонетической системе тюркских языков, в том числе и азербайджанского, привело к тому, что в речи жителей азербайджанских селений Качреш, Испик, Кюпчал, Куркун, Хурай, Сусай, Герай, Узунмеше, Мохудж и других появились, смычно-гортанные звуки ti, pl, ki. Эти звуки встречаются и в азербайджанских словах (ki): ajykl adam ‘сообразительный человек’, naklara "барабан’, klamci кнут’; (pl): saplım ‘мыло’, platinin ‘патрон’, plisik. ‘кошка’; (tl): armutl ‘груша, sântlâl ‘сандал’, plintli ‘неопрятный’.

## Известные уроженцы
В Испике родился Низамеддин Шамсаддин оглы Шамсизаде (азерб. Nizaməddin Şəmsəddin oğlu Şəmsizadə) (1954-2025) — азербайджанский филолог, писатель, литератор, профессор. «Заслуженный деятель науки Азербайджана». Автор произведений: «Azərbaycan ədəbiyyatşünaslığı: mərhələlər və konsepsiyalar», «Azərbaycançılıq. Azərbaycan xalqının milli ideologiyası», «Türk təfəkkürü məcrasında» и других.